# トップ・オブ・ザ・ワールド・ツアー
『トップ・オブ・ザ・ワールド・ツアー』（原題：Top of the World Tour: Live）は、アメリカ合衆国の女性カントリー・グループ、ディクシー・チックスが2003年に録音・発表したライブ・アルバム。2003年に行われた「トップ・オブ・ザ・ワールド・ツアー」から、複数の公演の録音が収録され、オーバー・ダビングは一切行われていない。

## 背景

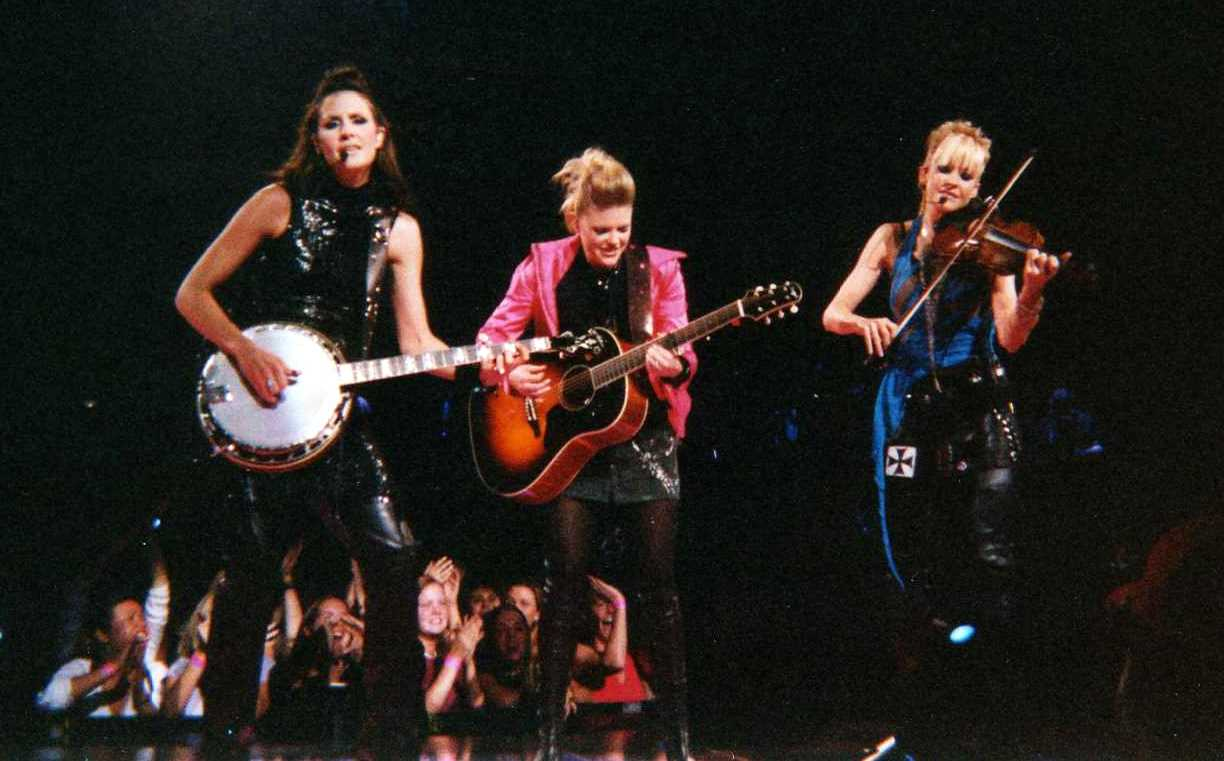
2003年6月20日のマディソン・スクエア・ガーデン公演より

2003年3月1日に「トップ・オブ・ザ・ワールド・ツアー」のチケットが発売されると、その日のうちに86万7千枚を超えるチケットが売れて、59公演中51公演が即日ソールド・アウトとなり、チケットのセールスの新記録を打ち立てた。しかし、3月10日のロンドン公演においてボーカリストのナタリー・メインズがジョージ・W・ブッシュ大統領を批判し、イラク戦争反対派の多かったロンドン市民からは喝采を受けたが、アメリカの保守系メディアから非難されて、大々的なバッシングに発展する。また、ツアー初日の公演地であるサウスカロライナ州グリーンビルでは、ラジオ番組の司会者がメインズの発言を非難して、ディクシー・チックスの公演のチケットを持っていれば無料入場できる別のコンサートを、同日に近くの場所で開催した。
ツアー開始後は、小規模のデモも起きたとはいえ大きな混乱はなかった。5月1日のグリーンビル公演では、現地の警察は50人から100人の抗議行動も想定していたが、実際には10人にも満たなかったという。そしてツアー中の7月には、NPOロック・ザ・ヴォートと組んで、若い女性の選挙参加を促す「Chicks Rock, Chicks Vote!」と呼ばれるキャンペーンを始め、メインズは本作に収録された「トゥルース・No. 2」の前のMCでもロック・ザ・ヴォートについて言及している。
ツアーには8人編成のバック・バンドが帯同し、曲によってはストリングス・カルテットも参加して、更に「ゴッドスピード（スウィート・ドリームス）」にはエミルー・ハリスがゲスト参加した。
本作はディクシー・チックスとナタリー・メインズの父ロイド・メインズの共同プロデュースで、ロイドはミキシングも担当した。22曲のうち「ミシシッピ」（ボブ・ディランの曲だが、作者よりも先にシェリル・クロウが1998年のアルバム『グローブ・セッションズ』でカヴァーを発表）は本作が初出で、他の曲はメジャー・デビュー後にリリースされたアルバム『ワイド・オープン・スペーシズ』（1998年）、『フライ』（1999年）、『ホーム』（2002年）からの曲である。

## 反響・評価
母国アメリカでは総合アルバム・チャートのBillboard 200で27位、『ビルボード』のカントリー・アルバム・チャートでは3位を記録し、2003年12月にはRIAAによってゴールドディスクに認定された。オーストラリアのアルバム・チャートでは8週トップ50入りし、最高30位を記録。
本作リリース当時、ディクシー・チックスはカントリーミュージック協会賞から締め出されていたが、グラミー賞では「トップ・オブ・ザ・ワールド」のライブ・バージョンが最優秀カントリー・パフォーマンス賞（デュオまたはグループ部門）にノミネートされ、2005年2月の第47回グラミー賞において受賞を果たした。
Stephen Thomas Erlewineはオールミュージックにおいて5点満点中4点を付け「ボブ・ディランのカヴァー"Mississippi"やエミルー・ハリスの参加を別とすれば、選曲にも音楽的アプローチにも驚くべき点はなく、演奏もスタジオ・セットと対して変わらないが、ディクシー・チックスの強力な曲が網羅されたソリッドかつ楽しめる作品で、彼女達のレパートリーの、幅広さと深さの両方を示している」と評している。

## 収録曲

### ディスク1
1. グッバイ・アール - "Goodbye Earl" (Richard Leigh) - 4:36
2. サム・デイズ・ユー・ガッタ・ダンス - "Some Days You Gotta Dance" (Troy Johnson, Marshall Morgan) - 2:39
3. ゼアーズ・ユア・トラブル - "There's Your Trouble" (Mark Selby, Tia Sillers) - 3:22
4. ロング・タイム・ゴーン - "Long Time Gone" (Darrell Scott) - 4:09
5. トーチャード、タングルド・ハーツ - "Tortured, Tangled Hearts" (Martie Maguire, Natalie Maines, Marty Stuart) - 3:46
6. トラベリン・ソルジャー - "Travelin' Soldier" (Bruce Robison) - 5:54
7. アム・アイ・ジ・オンリー・ワン（フーズ・エヴァー・フェルト・ディス・ウェイ） - "Am I the Only One (Who's Ever Felt This Way)" (Maria McKee) - 3:32
8. ハロー・ミスター・ハートエイク - "Hello Mr. Heartache" (Mike Henderson, John Hadley) - 3:58
9. コールド・デイ・イン・ジュライ - "Cold Day in July" (R. Leigh) - 4:52
10. ホワイト・トラッシュ・ウェディング - "White Trash Wedding" (M. Maguire, N. Maines, Emily Robison) - 2:33
11. リル・ジャック・スレイド - "Lil' Jack Slade" (Terri Hendrix, M. Maguire, Lloyd Maines, E. Robison) - 2:41

### ディスク2
1. ア・ホーム - "A Home" (Maia Sharp, Randy Sharp) - 5:48
2. トゥルース・No. 2 - "Truth No. 2" (Patty Griffin) - 5:13
3. イフ・アイ・フォール・ユア・ゴーイング・ダウン・ウィズ・ミー - "If I Fall You're Going Down with Me" (Matraca Berg, Annie Roboff) - 3:05
4. ミシシッピ - "Mississippi" (Bob Dylan) - 5:15
5. カウボーイ・テイク・ミー・アウェイ - "Cowboy Take Me Away" (M. Maguire, Marcus Hummon) - 4:59
6. ゴッドスピード（スウィート・ドリームス） - "Godspeed (Sweet Dreams)" (Radney Foster) - 4:43
7. ランドスライド - "Landslide" (Stevie Nicks) - 4:01
8. レディー・トゥ・ラン - "Ready to Run" (M. Maguire, M. Hummon) - 4:26
9. ワイド・オープン・スペイシーズ - "Wide Open Spaces" (Susan Gibson) - 5:42
10. トップ・オブ・ザ・ワールド - "Top of the World" (P. Griffin) - 6:28
11. シン・ワゴン - "Sin Wagon" (N. Maines, E. Robison, Stephony Smith) - 4:31

## 参加ミュージシャン
- ナタリー・メインズ - ボーカル、アコースティック・ギター、エレクトリックベース
- マーティ・マグワイア - フィドル、マンドリン、ヴィオラ、ボーカル
- エミリー・ロビソン - バンジョー、ドブロ・ギター、アコースティック・ギター、パプーズ・ギター、ボーカル

アディショナル・ミュージシャン
- デヴィッド・グリッソム - エレクトリックギター、アコースティック・ギター
- ロスコー・ベック - エレクトリックベース、アコースティック・ベース
- John Deaderick - キーボード、ハモンドオルガン、アコーディオン
- ジョン・ガードナー - ドラムス、パーカッション
- ジョン・モック - アコースティック・ギター、パプーズ・ギター、アイリッシュ・ホイッスル、コンサーティーナ、パーカッション
- キース・シーウェル - アコースティック・ギター
- ブレント・トゥルイット - マンドリン
- ロビー・ターナー - スティール・ギター、ドブロ・ギター
- ロレンザ・ポンス - ヴァイオリン
- ヒロコ・タグチ - ヴァイオリン
- リンダ・ギドッシ＝デルカ - ヴィオラ
- マット・ブルーベック - チェロ
- エミルー・ハリス - ハーモニー・ボーカル(on Disc 2-6)